# Cijanidin-3-ramnozilglukozid 5-O-glukoziltransferaza
Cijanidin-3-ramnozilglukozid 5-O-glukoziltransferaza (EC 2.4.1.116, uridin difosfoglukoza-cijanidin 3-ramnozilglukozid 5-O-glukoziltransferaza, UDP-glukoza:cijanidin-3-O-D-ramnozil-1,6-D-glukozid 5-O-D-glukoziltransferaza) je enzim sa sistematskim imenom UDP-glukoza:cianidin-3-O-beta-L-ramnosil-(1->6)-beta--glukozid 5-O-beta--glukoziltransferaza. Ovaj enzim katalizuje sledeću hemijsku reakciju
UDP-glukoza + cijanidin-3-O-beta-L-ramnozil-(1->6)-beta--glukozid {\displaystyle \rightleftharpoons } UDP + cijanidin 3-O-rutinozid 5-O-beta--glukozid
Ovaj enzim takođe deluje na pelargonidin-3-rutinozid.

## Literatura
- Nicholas C. Price; Lewis Stevens (1999). Fundamentals of Enzymology: The Cell and Molecular Biology of Catalytic Proteins (Third изд.). USA: Oxford University Press. ISBN 019850229X.
- Eric J. Toone (2006). Advances in Enzymology and Related Areas of Molecular Biology, Protein Evolution (Volume 75 изд.). Wiley-Interscience. ISBN 0471205036.
- Branden C; Tooze J. Introduction to Protein Structure. New York, NY: Garland Publishing. ISBN 0-8153-2305-0.
- Irwin H. Segel. Enzyme Kinetics: Behavior and Analysis of Rapid Equilibrium and Steady-State Enzyme Systems (Book 44 изд.). Wiley Classics Library. ISBN 0471303097.

## Spoljašnje veze
- Cyanidin+3-O-rutinoside+5-O-glucosyltransferase на 